# IAR-93
IAR-93 "Vultur" (Đại bàng) là một loại máy bay trinh sát chiến thuật và cường kích, chi viện trực tiếp, ngoài ra còn có khả năng đánh chặn tầng thấp. Nó được phát triển nhờ dự án hợp tác giữa Nam Tư và Romania trong thập niên 1970. Máy bay của Romania do I.R.Av. Craiova chế tạo với tên gọi IAR-93, còn của Nam Tư do Soko chế tạo với tên gọi Soko J-22 Orao.

## Biến thể
- IAR-93A:
- IAR-93MB:
- IAR-93B:

## Quốc gia sử dụng
România
- Không quân Romania

## Tính năng kỹ chiến thuật (IAR-93B)
Dữ liệu lấy từ Avioane Craiova SA, INCAS
Đặc điểm tổng quát
- Tổ lái: 1
- Tải trọng: 2.500 kg (5.512 lb)
- Chiều dài: 14,90 m (48 ft 10 in)
- Sải cánh: 9,30 m (30 ft 6 in)
- Chiều cao: 4,52 m (14 ft 10 in)
- Diện tích cánh: 26 m² (280 ft²)
- Kết cấu dạng cánh: NACA 65A-008 (sửa đổi)
- Trọng lượng rỗng: 5.750 kg (12.676 lb)
- Trọng lượng cất cánh tối đa: 10.900 kg (22.030 lb)
- Động cơ: 2 × Turbomecanica/Orao chế tạo loại Rolls-Royce Viper Mk 633-47 kiểu turbojet có chế độ đốt tăng lực
  - Lực đẩy thô: 17,79 kN (4.000 lbf) mỗi chiếc
  - Lực đẩy khi đốt tăng lực: 22,24 kN (5.000 lbf) mỗi chiếc

 Hiệu suất bay 
- Vận tốc cực đại: 1.089 km/h (680 mph)
- Vận tốc hành trình: 1.086 km/h (675 mph)
- Thất tốc: 274 km/h (171 mph)
- Tầm bay: 1.320 km (825 dặm)
- Trần bay: 13.600 m (44.608 ft)
- Vận tốc leo cao: 3.900 m/phút (12.800 ft/phút)
- Tải trên cánh: 419,2 kg/m² (85,9 lb/ft²)

Trang bị vũ khí

- 2 x pháo nòng kép GSh-23L 23 mm

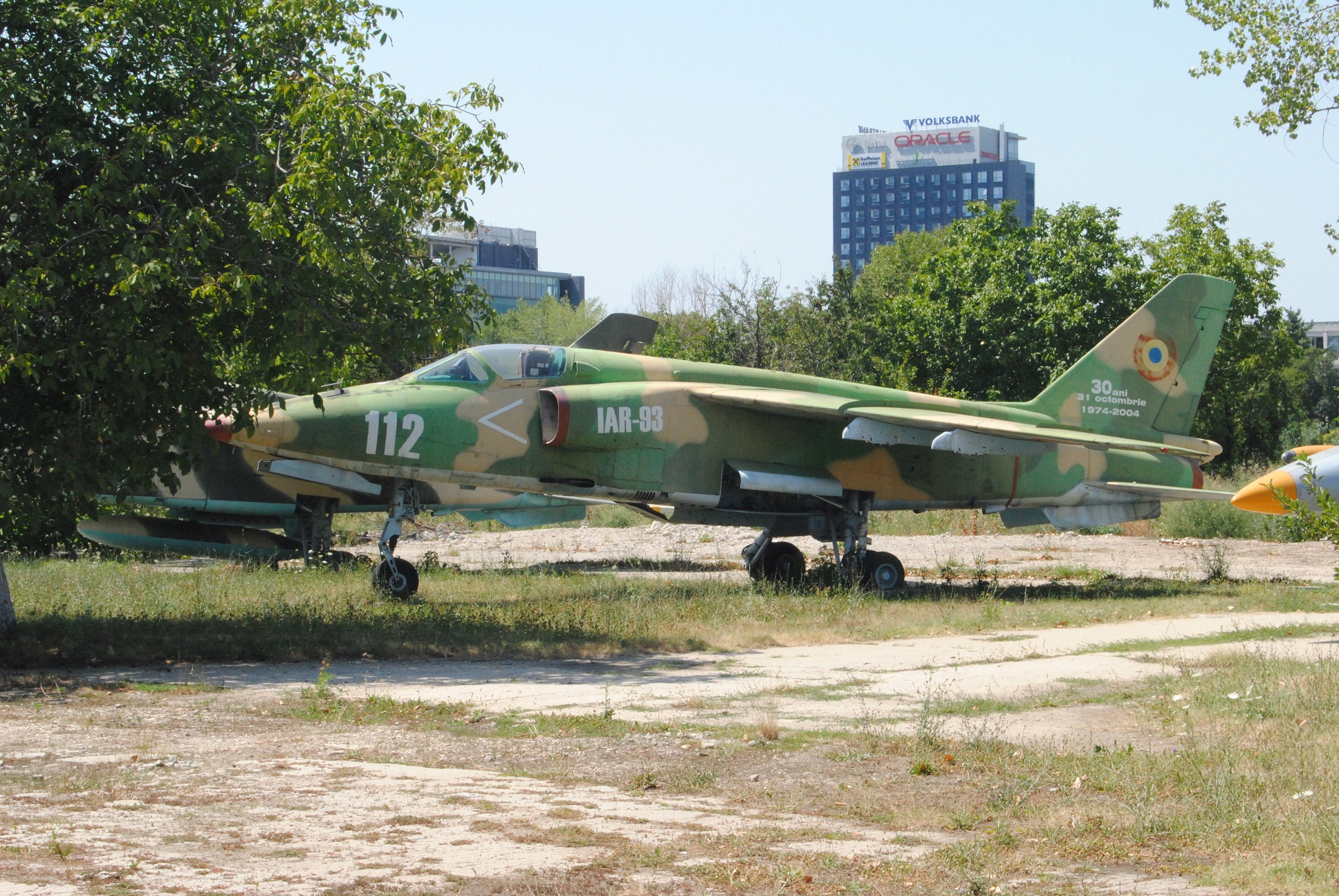
IAR 93 tại Bảo tàng hàng không ở Bucharest

- Lên tới 2.500 kg (5.511 lb) trên 5 giá treo
  - Bom BM 500
  - Bom BEM 250
  - Bom BE 100
  - Bệ phóng rocket LPR 122
  - Bệ phóng rocket LPR 57
  - Bệ phóng rocket PRN 80
  - AA-2 Atoll / R-3S AAM (Romania chế tạo với tên A-91) – chỉ cho IAR-93B
- Chỉ dành cho J-22
  - Bom chùm BL755
  - AGM-65 Maverick
  - AS-7 Kerry / Kh-23 Grom AGM
  - AA-8 'Aphid' AAM

Hệ thống điện tử

- Đài vô tuyến không đối không và không đối đất VHF/UHF (công suất phát 20W)
- Hệ thống dẫn đường quán tính (Honeywell SGP500 ORAO)